# Svarttall

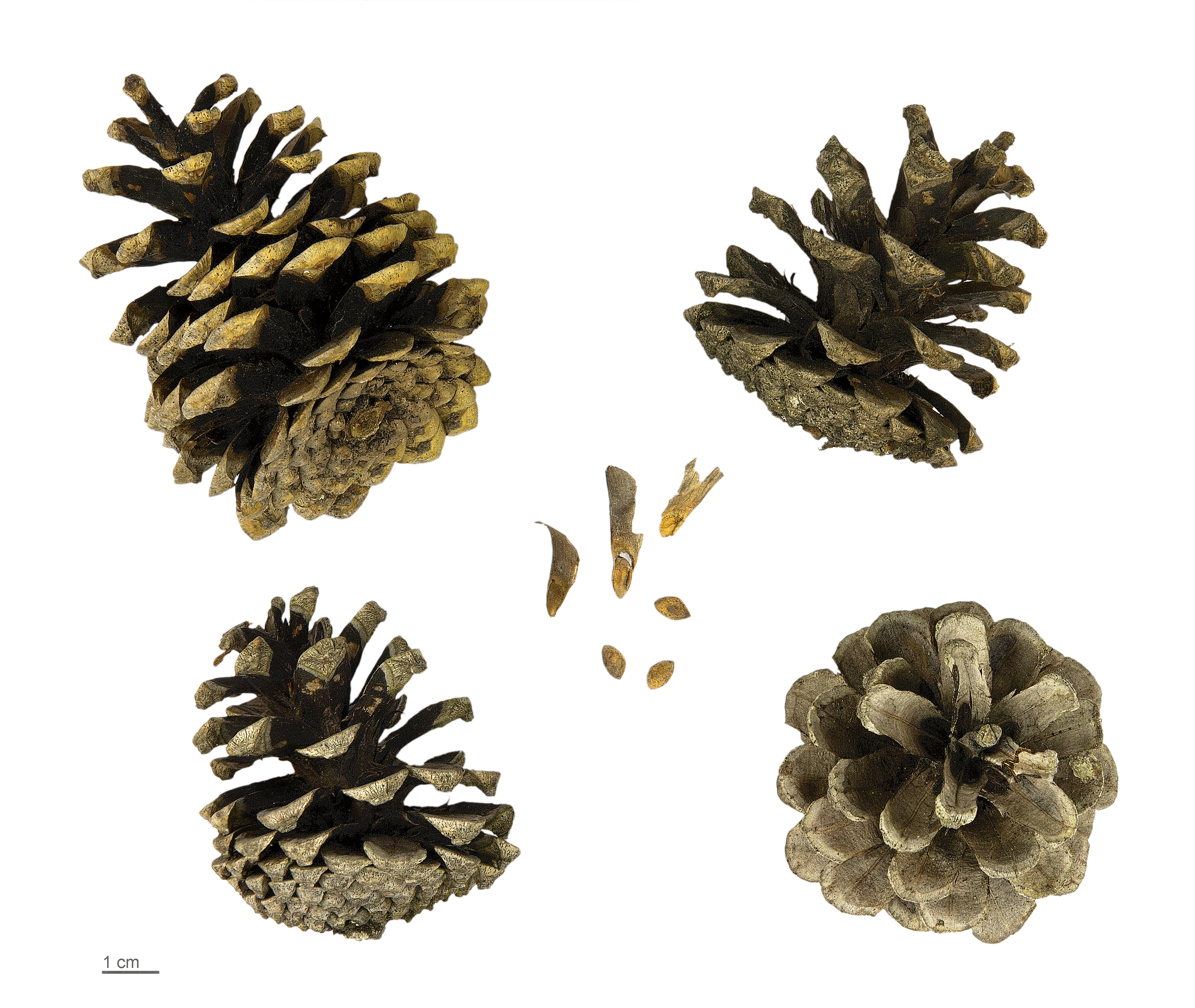
Pinus nigra

Svarttall (Pinus nigra) är ett träd inom tallsläktet. Dess utbredningsområde sträcker sig genom Sydeuropa i ett bälte från Spanien till Krim, västra Kaukasus och Mindre Asien, samt Cypern och lokalt i Atlasbergen.
Arten växer i låglandet och i bergstrakter mellan 100 och 2000 meter över havet. Denna tall kan bilda skogar där inga andra större träd ingår. Den hittas oftare i barrskogar som domineras av den vanliga tallen (Pinus sylvestris). Ibland ingår andra tallar som aleppotall, Pinus brutia, bergtall, pinje, makedonisk tall eller Pinus heldreichii i skogarna. Undervegetationen utgörs vanligen av låga växter som ofta tillhör klockljungssläktet (Erica), odonsläktet (Vaccinium) eller ljungsläktet (Calluna). De flesta skogarna med svarttall är planterade och det är vanligen problematiskt att hitta ursprungliga bestånd.
För svarttallen är inga hot kända och populationen anses vara stabil. IUCN listar arten som livskraftig (LC).